# Lixão
Lixão (português brasileiro) ou lixeira (português europeu) se refere a uma forma inadequada de disposição final de resíduos sólidos, que se caracteriza pelo simples depósito do material sobre o solo, sem medidas de proteção ao meio ambiente ou à saúde pública, o mesmo que descartar resíduos a céu aberto.

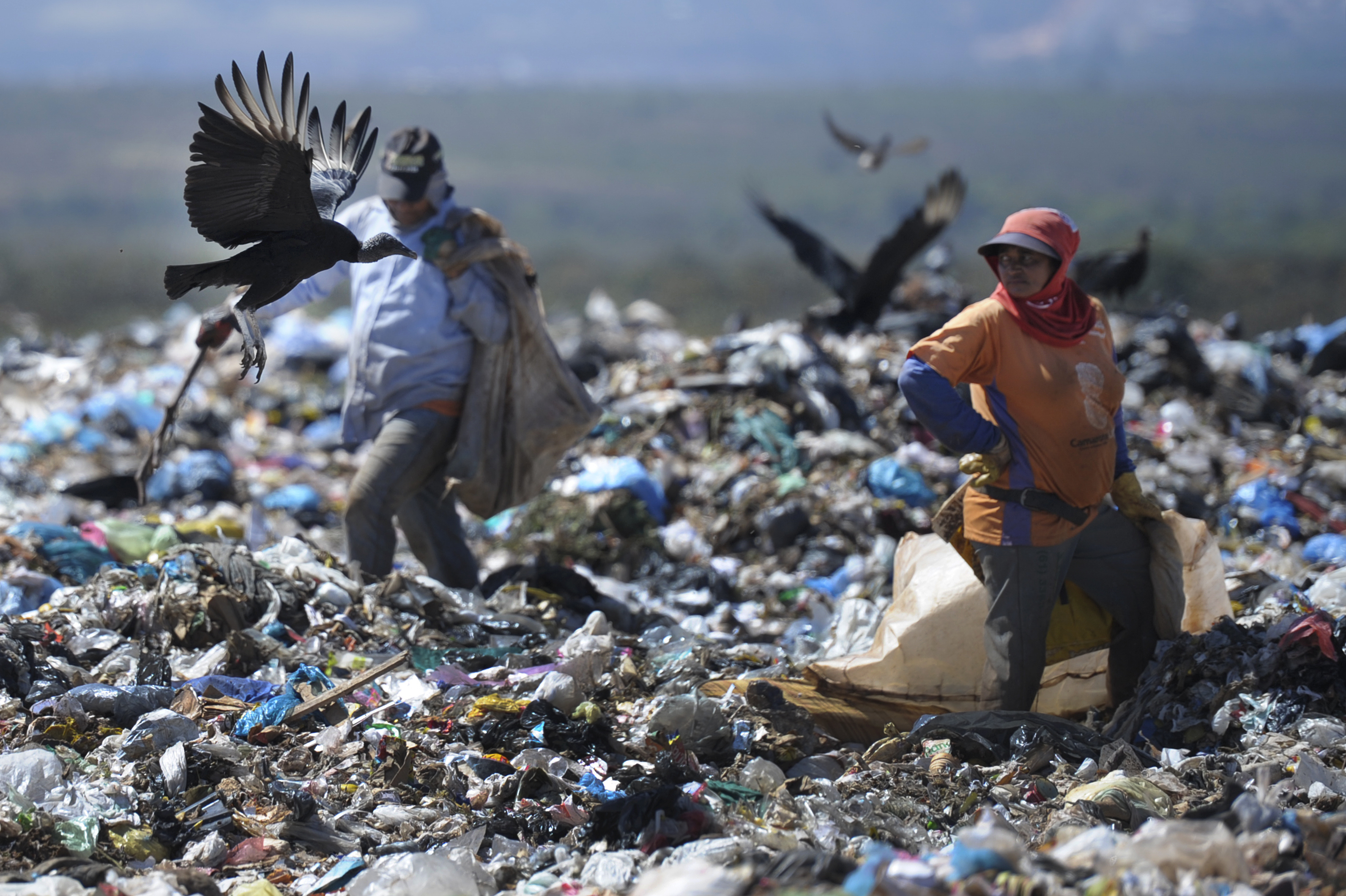
Lixão da Estrutural, Distrito Federal, fechado em 2018, foi o maior lixão da América Latina.

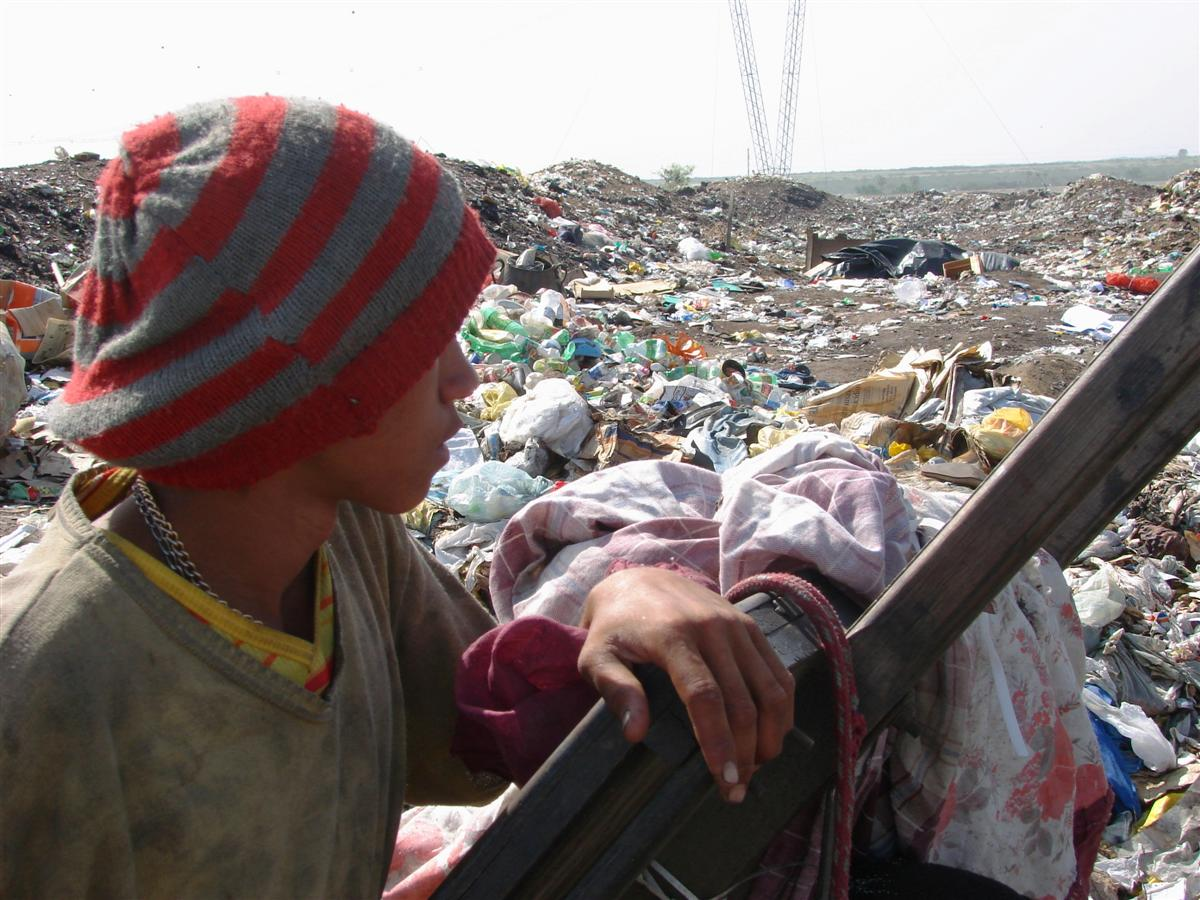
Um jovem catador no lixão de Juazeiro, Bahia

Os resíduos lançados causam problemas à saúde pública, como a proliferação de vetores de doenças (moscas, mosquitos, baratas, ratos etc.), geração de maus odores e, principalmente, a poluição do solo e das águas subterrânea e superficial pela infiltração do chorume, o líquido de cor preta, mau cheiroso e de elevado potencial poluidor, produzido pela decomposição da matéria orgânica contida no resíduo descartado.
Os lixões também apresentam um total descontrole dos tipos de resíduos recebidos, sendo encontrado até mesmo dejetos originados de serviços de saúde e de indústrias, além da presença de animais e pessoas (catadores), as quais, algumas vezes, residem no próprio local.
Segundo a Confederação Nacional dos Municípios (CNM), as regiões Norte e Nordeste dispõem 75% dos resíduos em locais inadequados, como lixões e aterros controlados. Já a região Sudeste dispõe 45% do seu lixo de maneira inadequada.

## Crime ambiental
Embora seja previsto como crime ambiental, a presença dos lixões urbanos em locais inadequados é uma constante nos municípios brasileiros, decorrente do desinteresse e o despreparo das administrações municipais.   A Carta Magna, prevê em seu art. 24, a competência concorrente da União, dos Estados e Municípios, para legislar sobre o meio ambiente, visando sua proteção e combatendo a poluição. Salienta-se ainda, que no art. 225 da mesma Carta, estabelece-se que todos têm direito a um meio ambiente equilibrado, cabendo ao Poder Público e a coletividade o dever de defendê-lo e preservá-lo para a presentes e futuras gerações.  No parágrafo 3º do mesmo artigo, lê-se que as condutas lesivas ao meio ambiente sujeitarão os infratores, pessoas físicas ou jurídicas, as sanções penais e administrativas, além da obrigação de reparar o dano. A legislação atual prevê duras sanções aos gestores negligentes. “A Lei nº 12.305/2010, o Decreto nº 7.404/2010 e a Lei nº 9.605/98 preveem sanções como multa e prisão para os gestores municipais que descumprirem a lei. 
Na legislação infraconstitucional, a Lei nº 9.605/98 trata dos crimes ambientais, cabendo-nos relevar o art. 54, o qual traz o seguinte, “in verbis”:
“Art. 54. Causar poluição de qualquer natureza em níveis tais que resultem ou possam resultar em danos à saúde humana, ou que provoquem a mortandade de animais ou a destruição significativa da flora - Pena: reclusão, de um ano a quatro anos, e multa.
§ 2º Se o crime:
V - ocorrer por lançamento de resíduos sólidos, líquidos ou gasosos, ou detritos, óleos ou substâncias oleosas, em desacordo com as exigências estabelecidas em leis ou regulamentos - Pena: reclusão, de um a cinco anos.” 

## Lixão x Aterro
Para entender a diferença entre lixão e aterro sanitário é preciso entender que existem quatro tipos de resíduos: seco, úmido, perigoso e rejeito.
- lixo seco: é composto por materiais potencialmente recicláveis, como papel, vidro, metal e plástico. Para que a matéria-prima seja aproveitada, no entanto, não deve ser misturada ao lixo úmido
- lixo úmido: são os resíduos orgânicos descartados, como as sobras de alimentos, cascas de frutas e legumes.
- resíduos perigosos: devem ser descartados de forma adequada, pois contém características que o tornam perigoso ao meio ambiente, por serem materiais inflamáveis, corrosivos ou tóxicos, como por exemplo medicamentos, agrotóxicos e pilhas ou baterias.
- rejeitos: são os resíduos que não têm nenhuma aplicação que seja técnica e economicamente viável podendo até ser algo reciclável, mas cujo aproveitamento é inviável.

Diferenciar um lixão de um aterro sanitário é, ainda, uma grande dificuldade para a população em geral. No entanto, trata-se de duas estruturas muito diferentes, sendo que o aterro sanitário é a única opção adequada para a destinação correta dos resíduos.
O aterro sanitário é uma obra de engenharia projetada sob critérios técnicos, cuja finalidade é garantir a disposição dos resíduos sólidos urbanos sem causar danos à saúde pública e ao meio ambiente. É considerado uma das técnicas mais eficientes e seguras de destinação de resíduos sólidos, pois permite um controle eficiente e seguro do processo e quase sempre apresenta a melhor relação custo-benefício. Pode receber e acomodar vários tipos de resíduos, em diferentes quantidades, e é adaptável a qualquer tipo de comunidade, independentemente do tamanho.
Nos aterros, os resíduos são depositados em solo que recebeu tratamento para tal, ou seja, foi impermeabilizado e possui sistema de drenagem para o chorume que é levado para tratamento, sendo depois devolvido ao meio ambiente sem risco de contaminação, além de captação dos gases liberados, como metano, seguida da sua queima. Os aterros são cobertos com solo e compactados com tratores, o que dificulta o acesso de agentes vetores de doenças e de oxigênio e, consequentemente, a proliferação de determinadas bactérias. Há, também, poços de monitoramento para que se avalie constantemente a qualidade da água e haja verificação de eventuais contaminações. No Brasil, é o sistema mais adequado, de acordo com o Ministério do Meio Ambiente.
Enquanto isso, o lixão é um vazadouro a céu aberto, sem controle ambiental e nenhum tratamento ao lixo. Ali, os resíduos são amontoados em grandes espaços a céu aberto que geralmente ficam longe dos centros urbanos, apresentando-se como uma falsa solução à população – inclusive, muitos lixões são clandestinos. Visto que essa destinação não possui nenhum critério sanitário de proteção ao meio ambiente, o resultado é que todos esses detritos contaminam a água, o ar, o solo, o lençol freático, atraindo vetores de doenças, como germes patológicos, moscas, mosquitos, baratas e ratos. Para piorar ainda mais a situação, nesses locais existem pessoas que estão ali para coletar matérias-primas para sobreviverem, incluindo crianças. Além das doenças mencionadas, essas pessoas correm o risco de pegar doenças com objetos cortantes, alimentos contaminados, de se ferirem com fogo, além da poeira, dos caminhões e máquinas. É, ambiental e socialmente, a pior situação quando se fala de lixo.

## Impacto ambiental

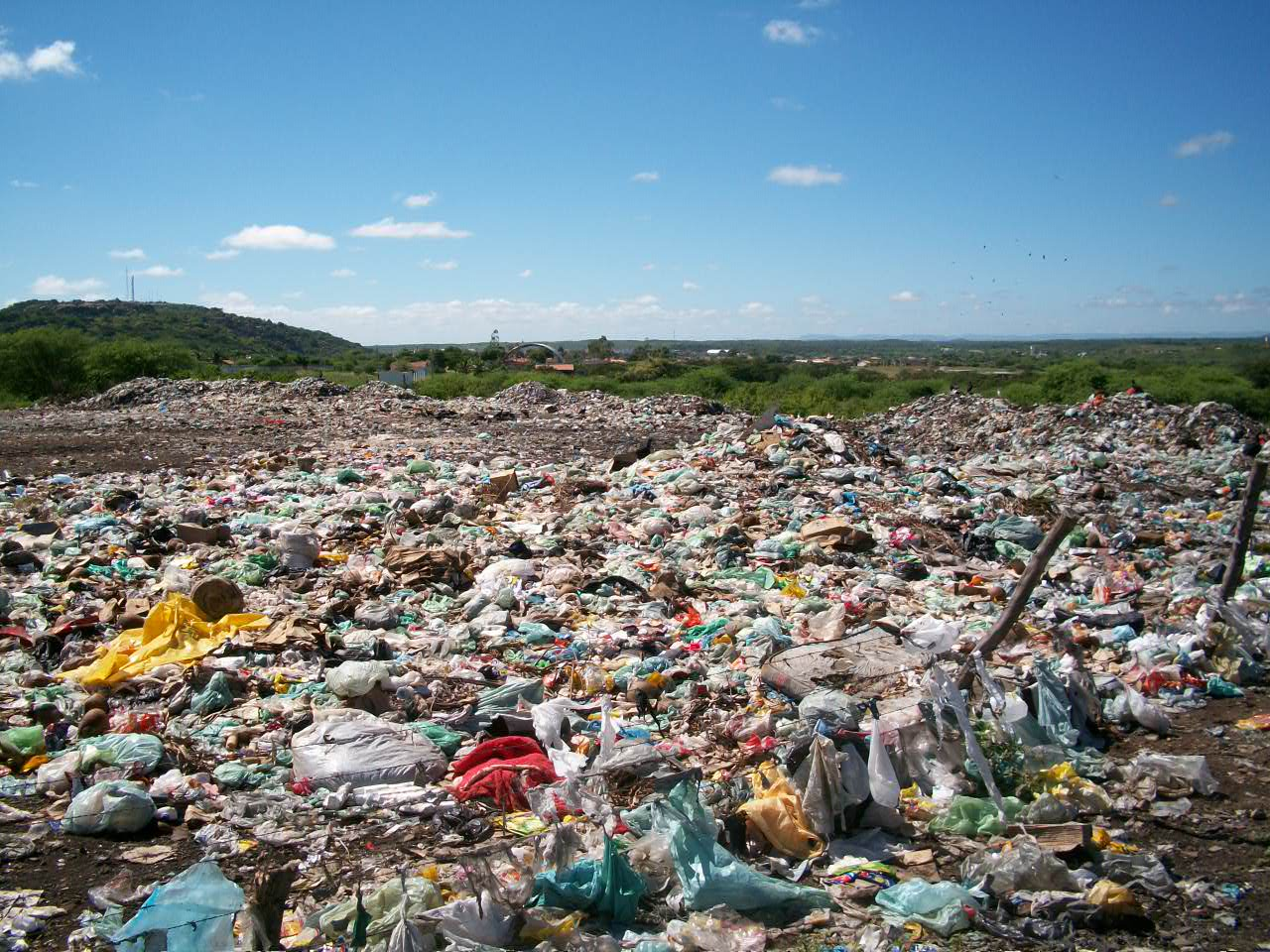
Lixão de Sumé, Paraíba, foi desativado em 2015 mas o estado ainda têm quase trinta municípios que utilizam lixões

Segundo a International Solid Waste Association (ISWA), o Brasil gasta R$1,5 bilhão anual com o sistema de saúde pública por causa dos lixões.
Um dos maiores problemas dos lixões é o impacto ambiental causado pela indisposição incorreta dos resíduos. Entre os principais danos ao meio ambiente é possível citar:
- Contaminação do solo: a matéria orgânica em decomposição (como os restos de comida), os produtos com substâncias tóxicas e os organismos causadores de doença contaminam o solo.
- Contaminação do lençol freático: o resíduo, ao se decompor, forma uma substância escura e de odor forte chamado chorume. Nos lixões, esse líquido é produzido naturalmente e, como não é captado, contamina a água subterrânea, tornando-a imprópria para o consumo humano.[3]
- Produção de gases tóxicos e malcheirosos: A decomposição dos detritos produz gases que podem causar danos à saúde. Esses gases – como o gás metano – se tornam inflamáveis quando entram em contato com o oxigênio, provocando incêndios que soltam fumaça tóxica.[3]
- Atração de animais que transmitem doenças: O lixo é um local ideal para a sobrevivência de animais como moscas, mosquitos, baratas e ratos, além de germes patológicos. Esses seres são transmissores de doenças como dengue, febre amarela, febre tifoide, cólera, disenteria, leptospirose, malária, esquistossomose, giardíase, peste bubônica, tétano e hepatite A.[11]

## Brasil

### Política Nacional de Resíduos Sólidos - PNRS
Até a criação da Política Nacional de Resíduos Sólidos (PNRS), instituída em agosto de 2010, todo o lixo brasileiro era descartado em lixões.
A Política Nacional de Resíduos Sólidos, Lei nº 12.305/2010, estabeleceu a obrigatoriedade do encerramento dos lixões e fixou prazos que não foram cumpridos pela maioria dos municípios brasileiros, a lei determina também que somente rejeitos (material não reciclável dos resíduos) devem ser confinados em aterro sanitário, uma vez que os recicláveis têm que ser valorizados e retornarem à cadeia produtiva.

#### Programa "Lixão Zero"
O programa Lixão Zero foi criado em 2019 pelo então ministro do Meio Ambiente, Ricardo Salles e integrava a chamada “agenda ambiental urbana”, o programa faz parte da implementação da Política Nacional de Resíduos Sólidos (PNRS), inserido na Agenda Nacional de Qualidade Ambiental Urbana, o programa tem como objetivo apoiar estados e municípios na gestão adequada dos resíduos sólidos urbanos, com ênfase na disposição final ambientalmente correta. Por meio do programa, o Ministério do Meio Ambiente fornece um diagnóstico da situação atual dos resíduos sólidos urbanos, estabelece uma meta para a situação desejada e fornece indicadores para avaliar a implementação da política pública.
Em 2022, o Programa Nacional Lixão Zero supostamente realizou o fechamento de mais de 800 lixões em todo o país, segundo informe do governo, dos 3.257 lixões existentes, 809 já foram desativados, representando 25% do total, e isso tem contribuído significativamente para garantir uma destinação adequada aos resíduos sólidos,  porém, de acordo com um levantamento realizado pelo projeto Fakebook.eco, pelo menos 195 desses lixões (30%) já estavam desativados desde pelo menos 2018, de acordo com dados do Ministério do Desenvolvimento Regional. Além disso, várias prefeituras foram consultadas e 51 delas confirmaram que não fecharam lixões nos últimos três anos, o que mostra que a propaganda oficial do governo não corresponde à realidade.

### Lixões

#### Lixão da Estrutural
O Lixão da Estrutural foi um lixão localizado em Brasília, considerado o maior da América Latina com montanhas de resíduos de até 55 metros de altura. O lixão ocupava 200 hectares de área e fazia limite com o Parque Nacional de Brasília. O lixão encerrou as atividades em 20 de janeiro de 2018, após uma determinação do Tribunal de Justiça do DF.

#### Lixão de Bongaba
A Baixada Fluminense reabriu o Lixão de Bongaba para que inclusive receba resíduos de outras cidades, o Tribunal de Justiça do Rio já tinha proibido o despejo irregular de lixo em Bongaba e disse que o município já foi, inclusive, notificado sobre a questão. O lixão fica ao lado de um rio que vai direto para Baía de Guanabara. No final de 2018, o Inea embargou as operações no local, alegando a existência de crime ambiental, com inúmeros córregos de chorume indo para o solo, exposição dos resíduos e áreas com lixo sem impermeabilização.

#### Lixão do Sambaiatuba
O lixão do Sambaiatuba (Vazadouro do Sambaiatuba), no bairro Jockey Club, em São Vicente, no litoral de São Paulo, foi desativado em abril de 2002 e revitalizado ao custo de 520 mil oferecendo oficinas e cursos, porém em 2013 o local voltou a ser usado como lixão pela própria prefeitura. Por mais de três décadas, o vazadouro operou como depósito de resíduos provenientes de diversas fontes, devido à sua localização em uma área de manguezal, a presença do lixão intensificou ainda mais os problemas ambientais, dada a importância desse ecossistema e a proximidade com o lençol freático, o vazadouro ocupava uma área de 47.268,22 m², ou 4,7 hectares, com um perímetro de cerca de 1.125 metros e altura de 17 metros. O antigo vazadouro de Sambaiatuba foi desativado e se iniciou a operação de transbordo, inicialmente, o empreendimento operou satisfatoriamente e até chegou a funcionar como um parque ecológico, o Parque Ambiental Sambaiatuba, porém desde o início da constatação dos problemas no transbordo, em dezembro de 2010, apareceram muitascomo a inexistência de controle de entrada, resíduos de outras procedências que não os urbanos; acúmulo de resíduos a céu aberto, pela inexistência de cobertura no pátio de manobras e não retirada diária etc.

### Lixão do Jardim Gramacho
O bairro Jardim Gramacho, no município de Duque de Caxias abrigou até 2012 o maior lixão de América Latina, mais de 1.500 catadores oficiais retiravam duas toneladas diárias de materiais recicláveis. O  lixão foi fechado às pressas pelo prefeito Eduardo Paes, então no MDB, apenas duas semanas antes do início da Rio+20, a Conferência das Nações Unidas para o Desenvolvimento Sustentável, em junho de 2012. O local passou a receber apenas resíduos de construção deixando milhares de pessoas sem renda, o lixo da cidade é descartado em um aterro sanitário em Seropédica, município da Baixada Fluminense a cerca de 50 km de Gramacho, inclusive material reciclável. Segundo as autoridades, o plano era revitalizar Jardim Gramacho e transformá-lo em um bairro sustentável. Entretanto, a realidade é bastante diferente: ainda existem ruas sem asfalto e muitas casas não possuem acesso adequado à água. Para suprir essa falta, os moradores precisam passar a madrugada acordados, tentando bombear água de uma fonte, após o fechamento do local, a Prefeitura do Rio disse que indenizou 1.707 catadores com valores que totalizam R$ 23,8 milhões, a região, que já era pobre, vive hoje na extrema pobreza.